# Hanno Douschan
Hanno Douschan (Klagenfurt am Wörthersee, 5 settembre 1989) è un ex snowboarder austriaco.

## Biografia
In Coppa del Mondo ha esordito il 6 gennaio 2010 a Kreischberg (52ª).
Nel 2014 debutta ai Giochi olimpici invernali a Sochi, in Russia, terminando decimo nello snowboard cross.
Nel 2018 ha preso parte ai XXIII Giochi olimpici invernali a Pyeongchang venendo eliminato nelle batterie e concludendo in ventisettesima posizione nella gara di snowboard cross.

## Palmarès

### Mondiali
- 1 medaglia:
  - 1 argento (snowboard cross a Park City 2019)

### Mondiali juniores
- 1 medaglia:
  - 1 bronzo (snowboard cross a Nagano 2009)

### Coppa del Mondo
- Miglior piazzamento nella Coppa del Mondo di snowboard cross: 17º nel 2018 e nel 2019
- 2 podi:
  - 1 secondo posto
  - 1 terzo posto

### Universiadi
- 1 medaglia:
  - 1 oro (snowboard cross a Trento 2013)